# Ga Cheongdo
Ga Cheongdo là ga đường sắt trên Tuyến Gyeongbu.

## Liên kết
- (tiếng Hàn) Trạm thông tin[liên kết hỏng] từ Korail